# Magda Fusaro
Magda Fusaro est une professeure d’université et administratrice académique québécoise. De décembre 2006 à mars 2018, elle a été titulaire de la Chaire UNESCO en communication et technologies pour le développement,. Elle est rectrice de l'Université du Québec à Montréal (UQAM) entre janvier 2018 et avril 2023,,,.

## Jeunesse et éducation
Fusaro a obtenu une première maîtrise en sciences et techniques de la communication de l'Université Paris XIII en 1992, suivie d'une deuxième maîtrise en communication de l'UQAM en 1994,. Un an plus tard, en 1995, elle obtient un diplôme d'études approfondies en Industries Culturelles et Politiques de l'Information et de la Communication de l'Université Paris XIII,. En 1999, elle obtient son doctorat en communication et sciences de l'information à la même université,. Elle parle français, anglais et italien.

## Carrière
En 2001, Fusaro devient chercheure associée auprès d'Orbicom,,. En 2006, sa carrière d'enseignante universitaire débute à l'UQAM à l'École des sciences de la gestion,, et devient également titulaire de la Chaire UNESCO en communication et technologies pour le développement,,. De 2008 à 2015, elle dirige les programmes en technologies de l'information au Département de management et de technologie de l'École des sciences de la gestion de l'UQAM,,. D'août 2016 jusqu'à sa nomination comme rectrice en 2018, Fusaro est vice-rectrice des systèmes d'information,,.
Elle devient rectrice de l'UQAM le 8 janvier 2018. Le 16 juin 2022, elle annonce qu'elle ne sollicitera pas un second mandat. Elle quitte ses fonctions le 7 janvier 2023.